# Békés Pál (író)
Békés Pál (Budapest, 1956. március 27. – Budapest, 2010. május 28.) magyar író, drámaíró, műfordító, egyetemi tanár.

## Életpályája
Tanulmányait a budapesti Radnóti Gimnáziumban, majd az Eötvös Loránd Tudományegyetem Bölcsészettudományi Karán magyar–angol összehasonlító irodalomtörténet szakon (1975–1980) végezte. Közben az érettségi után kérdezőbiztosként is dolgozott.
1980 és 1981 között magyar- és angolszakos tanárként dolgozott. 1994-től 1996-ig a Magyar Televízió Irodalmi, Képzőművészeti, Színházi Stúdióját (IKSZ) vezette, majd 1997 és 2000 között mint színházért és irodalomért felelős szerkesztő dolgozott.
2000-től az IBBY (International Board on Books for Young People Gyermekkönyvek Nemzetközi Tanácsa) magyar bizottságának elnöke. 2004-ben a nagy-britanniai magyar kulturális évad, a Magyar Magic művészeti kurátoraként dolgozott.
2005-ben A Nagy Könyv olvasásnépszerűsítő mozgalom ötletgazdája.
Többek között Vladimir Nabokovot, Anthony Burgesst, Woody Allent fordított angolból.
Két gyermeke van: Bálint és Dorottya.
A Békés Pál Civil Társaság 2013-ban megalapította a róla elnevezett Békés Pál-díjat, amit évenként ítélnek oda egy magyar írónak, aki különösen értékes prózai művel hívja föl magára a figyelmet.

## Művei

### Könyvek
- Darvak (regény, 1979)
- Szerelmem, útközben. Három fejezet; Szépirodalmi, Bp., 1983
- A kétbalkezes varázsló; ill. Sajdik Ferenc; Minerva, Bp., 1983
- Lakótelepi mítoszok (novellák, 1984)
- Doktor Minorka Vidor nagy napja (meseregény, 1985)
- Borz a sámlin (mesék, 1986)
- Viola violával (mese, 1986)
- Törzsi viszonyok (novellák, 1990)
- Érzékeny útazások Közép-Európán át avagy Jorik András különös vándorlása volt és való országok földjén; Szépirodalmi, Bp., 1991
- A Félőlény. Zenés, mesés játék két részben; zene Várkonyi Mátyás; Prológus, Bp., 1991 (A magyar dráma fóruma)
- A női partőrség szeme láttára – három komédia (színművek, 1992)
- A bogárnak mindegy (novellák, 1993)
- És very, very a dobot a rózsaszín plüsselefánt (novellák, 1999)
- BÁLDOR (novellaciklus a szerző gyermekeiről, 1999)
- Bélyeggyűjtemény (100 bélyegméretű történet, 1999)
- Tévé-játék / New Buda; Neoprológus, Bp., 2002
- A bűntárs (regény, 2004)
- A Bölcs Hiánypótló (meseregény, 2005)
- Csikágó. Gangregény; Palatinus, Bp., 2006
- Semmi baj. Régi és újabb novellák és bélyegek; Palatinus, Bp., 2007
- Lomtalanítás a Fehérlófia utcában (meseregény, 2007)
- Nyelvlecke / Két elfeledett Virágh a magyar pagonyból (A lesson in aspiration. Two neglected Blooms in the Hungarian woods); angolra ford. Stephen Humphreys; Savaria University Press, Szombathely, 2011
- Összegyűjtött bélyegek; Palatinus, Bp., 2012

### Online írások
- B. B. kalapja (novella, 1998)
- Bor (novella, 1998)
- Forma 1. (novella, 1998)
- Láncos bomba (novella, 1998)

### Színház
- Egy kis térzene (1983)
- A kétbalkezes varázsló (1983)
- Szegény Lázár (1984)
- Pincejáték (1986)
- A női partőrség szeme láttára (1987)
- A Félőlény zenés mesejáték (1989)
- New-Buda (1994)
- Habhegyező (1994)
- Össztánc Szüleink és nagyszüleink emlékének (1994)
- „Ajánlom magamat” TÉVÉ-játék (2002)
- A Dzsungel könyve (1996 óta több bemutató)
- Visz-a-víz! (2002)
- A Tisza felső folyása

### Televízió
- T.I.R. (tévésorozat, 1984)
- Lakótelepi mítoszok (tévéjáték, 1985)
- Heten Budapest ellen (tévéjáték, 1987)
- Meselánc (mesejáték-sorozat, 1993-1997)
- Hogyan lett Világ úrból Mr. Bloom? (dokumentumjáték, 1995)
- Félválófél (kisjátékfilm, 1999)
- Mobil viszonyok (kisjátékfilm, 2000)
- Lucy (kistévéjáték, 2001)

### Rádió
- Lyukas mese (mesejáték, 1984)
- A Körborz (mesejáték, 1985)
- A Kétbalkezes varázsló (mesejáték, 1986)
- A Tintanyaló és a Sárkány (mesejáték, 1989)

### Film
- Doktor Minorka Vidor nagy napja (mesefilm, 1986)
- Vademberek (játékfilm, 2001)

## Díjai, elismerései
- Móricz Zsigmond-ösztöndíj (1981)
- Rádiós Kritikusok Díja (1982)
- Makszim Gorkij-diploma (1985)
- Új Magyar Hangjáték Díj (1988)
- Wessely László-díj (1988)
- Év Gyermekkönyve díj (1992)
- Fitz József-könyvdíj (1992)
- Déry Tibor-díj (1998)
- Új Magyar Hangjáték (1998)
- Soros Alkotói Díj (2000)
- József Attila-díj (2000)
- Édes Anyanyelvünk pályázat (2004)
- A Mozgó Világ nívódíja (2005)

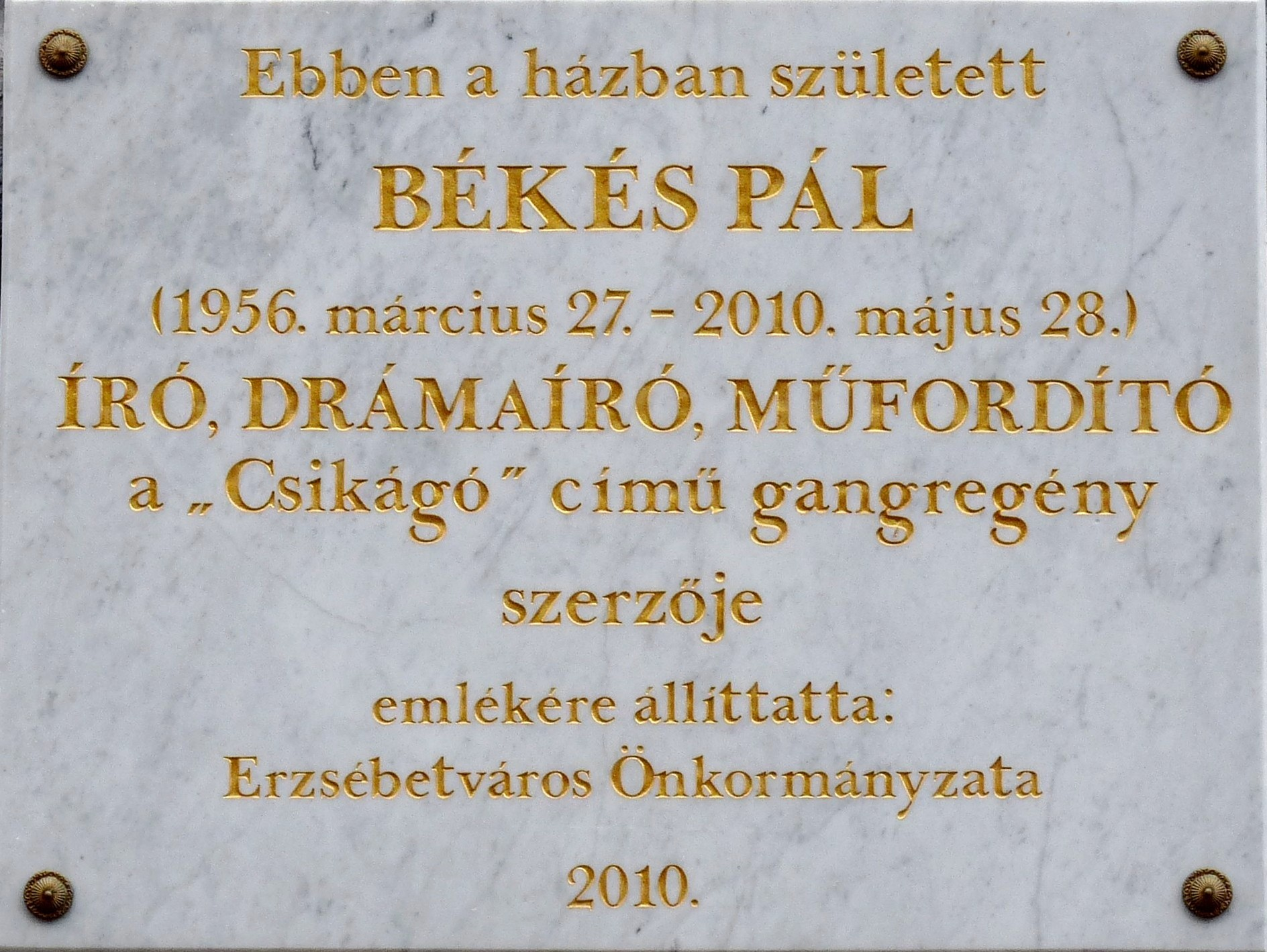
Emléktáblája szülőházának falán (VII. ker., István utca 19)

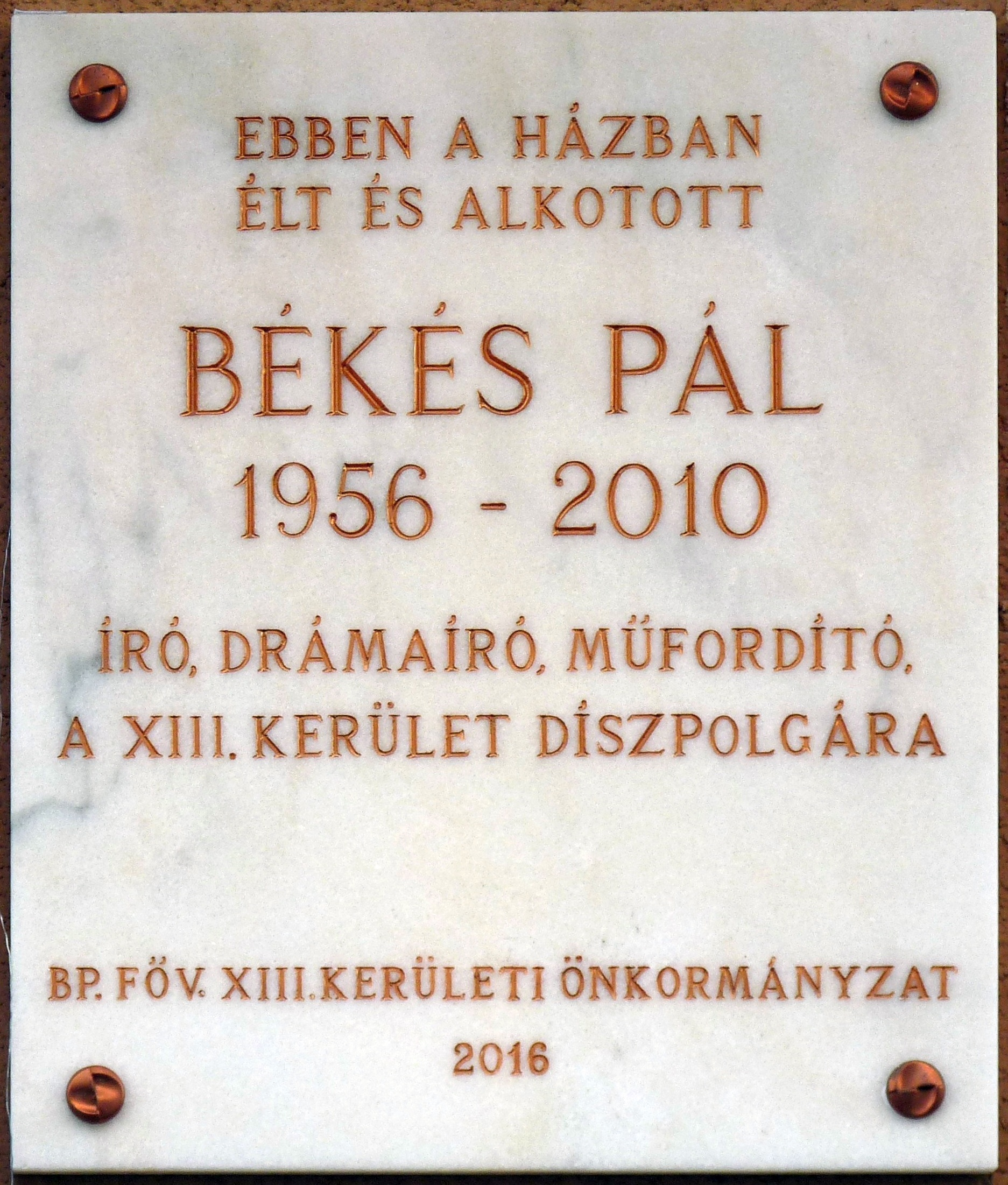
Emléktáblája egykori lakhelyén (XIII. ker., Hegedűs Gyula utca 24)

- A Magyar Köztársasági Érdemrend lovagkeresztje (2006)
- Hevesi Sándor-díj (2006)
- Márai Sándor-díj (2009)
- XIII. kerület díszpolgára (2011 posztumusz)

## Érdekesség
- Közös novellaírás Balla D. Károllyal